# Åstrup Sogn (Guldborgsund Kommune)
 Denne artikel omhandler Åstrup Sogn på Falster. Opslagsordet har også en anden betydning, se Åstrup Sogn.
Åstrup Sogn er et sogn i Falster Provsti (Lolland-Falsters Stift).
I 1800-tallet var Åstrup Sogn et selvstændigt pastorat. Det hørte til Falsters Sønder Herred i Maribo Amt. Åstrup sognekommune blev ved kommunalreformen i 1970 indlemmet i Stubbekøbing Kommune, der ved strukturreformen i 2007 indgik i Guldborgsund Kommune.
I Åstrup Sogn ligger Aastrup Kirke.
I sognet findes følgende autoriserede stednavne:
- Abildvig (bebyggelse)
- Batteriet (bebyggelse)
- Garnevrå (bebyggelse)
- Grønsund (bebyggelse)
- Hesnæs (bebyggelse, ejerlav)
- Hesnæs Vig (vandareal)
- Hestehoved (bebyggelse)
- Karlsfelt (ejerlav, landbrugsejendom)
- Maglemose (bebyggelse)
- Meelse Klint (areal)
- Moseby (bebyggelse, ejerlav)
- Næs (bebyggelse, ejerlav)
- Næsgård (landbrugsejendom)
- Ore (bebyggelse, ejerlav)
- Præstevænge (bebyggelse)
- Rodemark (bebyggelse)
- Sortenshave (bebyggelse)
- Strædet (bebyggelse)
- Stubbehage (areal, bebyggelse)
- Søborg (bebyggelse)
- Vejringe (bebyggelse, ejerlav)
- Vestergård (landbrugsejendom)
- Østerskov (areal)
- Åstrup (bebyggelse, ejerlav)